# 거창여자고등학교
거창여자고등학교(居昌女子高等學校)는 대한민국 경상남도 거창군 거창읍 중앙리에 있는 공립 고등학교이다.

## 학교 연혁
- 1959년 12월 16일 : 거창여자고등학교 3학급 인가
- 1960년 4월 1일 : 거창여자고등학교 개교
- 1972년 2월 28일 : 현 교사로 신축 이전
- 1979년 9월 1일 : 중·고교 분리
- 1984년 11월 18일 : 체육관 신축
- 1989년 12월 11일 : 생활관 신축
- 2007년 4월 26일 : 청솔관(자기주도학습실) 준공, 생활관 리모델링(목련관으로 개명)
- 2010년 2월 25일 : 청람관(기숙사) 완공
- 2010년 9월 1일 : 학교문화선도학교 운영(2010.9.1.~2011.8.31.)
- 2012년 3월 1일 : 과목형 교과교실제 운영
- 2020년 2월 29일 : 2019학교도서관 시설환경 개선지원 사업도서관(북카페 도란마루) 구축 완료
- 2021년 2월 24일 : 2020고교학점제 대비 공간혁신사업 추가(3차) 공모 선정, 학교청솔관 1층(소강당, 학습카페) 구축 완료
- 2021년 9월 1일 : 제22대 하미남 교장 취임
- 2022년 3월 1일 : 자율학교 재지정(2022.3.1.~2025.2.28.)
- 2023년 1월 6일 : 제63회 졸업식(졸업생 5학급 97명, 총졸업생 10,903명)
- 2023년 3월 2일 : 제66회 신입생 입학식 개최 (5학급 110명)

## 참고 자료
- 거창여자고등학교 - 한국교육학술정보원 학교알리미